# Aptera 2 Series
Aptera 2 Series (originalmente denominado Aptera Typ-1) foi um modelo de veículo elétrico de três rodas desenvolvido pela Aptera Motors, que tentou produzir antes de falir.
O primeiro modelo do 2 Series previsto para produção foi o Aptera 2e (anteriormente Typ-1e), um veículo elétrico a bateria anunciado no final de 2008. Os 2e acelerariam de 0-97 quilômetros por hora (97 km/h) em 6,3 segundos e teriam uma velocidade máxima de 90 milhas por hora (140 km/h). Um modelo posterior teria sido o Aptera 2h (anteriormente Typ-1h), um veículo elétrico híbrido plug-in. De acordo com a Aptera, o intervalo de preços esperado da série 2 era de 16.000 a 32.000 euros.